# 紺野九右衛門
紺野 九右衛門（九右衞門、こんの くえもん、1878年（明治11年）6月22日 - 1932年（昭和7年）8月12日）は、明治から昭和前期の農業経営者、実業家、政治家。衆議院議員。幼名・喜太郎。

## 経歴
福島県信夫郡井佐野村（平野村大字井佐野、飯坂町を経て現福島市飯坂町平野）で、農業、先代・紺野九右衛門の長男として生まれる。1920年（大正9年）家督を相続し九右衛門を襲名し、農業を営む。
1893年（明治26年）福島県尋常中学校（現福島県立安積高等学校）を卒業。その後、仙台数学院（現東北高等学校）で学んだ。消防組頭、福島税務署管内郡部所得調査員、福島市共立福島病院組合会議員、平野村農会議員などに就任。若いころから政治活動に熱心で、立憲民政党支部幹事長となり、鈴木寅彦の側近として活躍。1924年（大正13年）5月、第15回衆議院議員総選挙（福島県第3区、立憲民政党公認）で当選し、衆議院議員に1期在任した。1930年（昭和5年）2月の第17回総選挙（福島県第3区、立憲民政党）では信夫郡、伊達郡の有権者の推薦を受けて立候補したが、大島要三の当選のため立候補を辞退した。
実業界では、福島県農工銀行取締役、東北電力取締役、福島電力取締役、只見川水電重役、横浜土地重役、福島電灯取締役などを務めた。